# Buurmalsen
Buurmalsen é uma cidade na municipalidade de Geldermalsen, na província de Guéldria, nos Países Baixos, e está situada a 9 km ao oeste de Tiel.
Em 2005, a cidade de Bruchem tinha uma população estimada em 960 habitantes, com aproximadamente 210 residências em sua área urbana de 0.15 km².